# Kanaya-juku

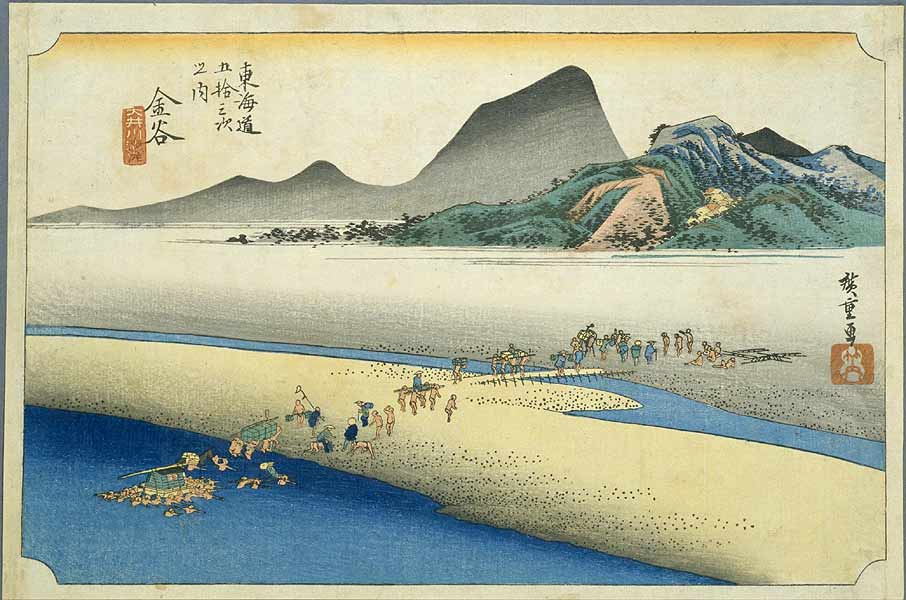
Stacja w latach 30. XIX wieku, Hiroshige Andō

Kanaya-juku (jap. 金谷宿 Kanaya-juku) – dwudziesta czwarta z 53 stacji szlaku Tōkaidō, położona obecnie w mieście Shimada, w prefekturze Shizuoka w Japonii. W okresie Edo była to najbardziej wysunięta na wschód shukuba prowincji Tōtōmi.

## Historia
Kanaya-juku była położona na prawym brzegu rzeki Ōi, naprzeciw sąsiedniej stacji Shimada-juku. Było tu ponad 1 tys. budynków w tym m.in.: 3 rezydencje (honjin) dla daimyō, wyższych rangą arystokratów i dworzan, 1 gospoda dla gości niższych rangą lub mniej zasobnych finansowo (waki-honjin) oraz 51 zwykłych gospód (hatago lub hatagoya). . Podróżni mieli stąd łatwy dostęp do Nissaka-shuku, które było jedynie 6,5 km od Shimady. . Kiedy Ōi wylewała, nie mogli jednak tam się dostać, ponieważ siogunat Tokugawa zakazał budowy mostu na tej rzece. 
Drzeworyt ukiyo-e autorstwa Hiroshige Andō przedstawia przeprawiających się przez rzekę kupców wraz ze zwierzętami jucznymi, a w tle Kanaya-juku.